# Jan Veselý
Jan Veselý (Ostrava, Txèquia, 24 d'abril de 1990) és un jugador de bàsquet professional txec. Va signar contracte amb el FC Barcelona al juliol de 2022 per tres temporades després d'acabar contracte amb el Fenerbahçe turc. Ocupa posicions interiors, de pivot, amb una alçada de 2,13 m.
Ha estat escollit en tres ocasions com a membre del millor primer equip de l'EuroLliga. També va ser escollit en la sisena posició del draft de l'NBA del 2011 pels Washington Wizards.